# Neorhynchoplax inermis
Neorhynchoplax inermis is een krabbensoort uit de familie van de Hymenosomatidae. De wetenschappelijke naam van de soort is voor het eerst geldig gepubliceerd in 1971 door Takeda & Miyake.